# Pascoal Mocumbi
Pascoal Mocumbi (Inhambane, África Oriental Portuguesa, 10 de abril de 1941-25 de marzo de 2023) fue un médico y político mozambiqueño, miembro del Frente de Liberación de Mozambique (FRELIMO).

## Carrera
Graduado de la Universidad de Lausana.
Mocumbi fue Ministro de Salud y Comercio Exterior de Mozambique (1987-1994) y primer ministro del país (1994-2004). Dejó este puesto, siendo sucedido por Luisa Diogo, para postularse para el cargo de director general de la Organización Mundial de la Salud, pero no fue elegido.
Pascoal Mocumbi fue entre 2004 y 2013 Director de la Asociación de Ensayos Clínicos de los Países Europeos y en Desarrollo (EDCTP).